# Elkövető
Az elkövető egyes személyekre alkalmazott büntetőjogi illetve kriminológiai gyűjtőfogalom. Az elkövetők fogalma alá esnek:
1. a tettes és a társtettes (tettesek),
2. felbujtó és a bűnsegéd (részesek).[1]

## A tettesek fogalma
A tettes a büntetőjogban és a kriminológiában az a személy, aki a bűncselekmény törvényi tényállását megvalósítja. A tettes az elkövetők egyik kategóriája. Amikor a Büntető Törvénykönyv tettesekről rendelkezik, e fogalom alatt a (szűkebb értelemben vett) tettes' mellett a társtettest is érti. Társtettesek azok, akik a szándékos bűncselekmény törvényi tényállását, egymás tevékenységéről tudva, közösen valósítják meg. A részesek viszont a tettesek fogalmán kívül esnek.
Közvetett tettes az, aki a szándékos bűncselekmény törvényi tényállását e cselekményért gyermekkor, kóros elmeállapot, kényszer vagy fenyegetés miatt nem büntethető, illetve tévedésben levő személy felhasználásával valósítja meg.

## A részesek fogalma
A részesek nem valósítanak meg tényállásszerű magatartást, azaz a Btk. Különös Része által büntetni rendelt cselekmény elkövetésében úgy működnek közre, hogy tevékenységük kívül esik a konkrét bűncselekmény törvényi tényállásának keretein.
- Felbujtó az, aki mást bűncselekmény elkövetésére szándékosan rábír.[5]
- Bűnsegéd az, aki bűncselekmény elkövetéséhez szándékosan segítséget nyújt.[6]
- A részesekre is a tettesekre megállapított büntetési tételt kell alkalmazni.[7]

### A felbujtás
A felbujtás    bűncselekmény szándékos elkövetésére való rábeszélés. Az akarat-elhatározásra tudatosan gyakorolt befolyás. Kelléke a felbujtó és felbujtott között az ugyanazon bűncselekmény elkövetésére irányzott együttes szándék. A felbujtás csupán akkor büntetendő cselekmény, ha a felbujtott a cselekményt, amelyre a felbujtás irányult, elkövette vagy legalábbis annak elkövetését megkísérelte. A felbujtót azzal a büntetéssel kell sújtani, ami a felbujtás következtében elkövetett bűncselekmény után jár a tettesnek.
- A részesekre is a tettesekre megállapított büntetési tételt kell alkalmazni.[7]

### A bűnsegély
A bűnsegély (régies kifejezéssel Bűnsegédlet elkövetője a  bűnsegéd, vagyis az a személy, aki más szándékos bűncselekményének  elkövetéséhez szándékosan segítséget nyújt. Bűnsegéd az, aki bűncselekmény elkövetéséhez szándékosan segítséget nyújt.
A bűnsegély fajtái a fizikai és a pszichikai bűnsegély.
  A fizikai bűnsegéd  a tettesi alapbűncselekményt fizikai úton mozdítja elő. Elkövetési magatartása lehet például eszköz nyújtása, a helyszín figyelése a tettesi bűncselekmény megvalósulása érdekében. Az alapvető különbség a fizikai bűnsegéd és a társtettes cselekménye között, hogy míg a társtettes a bűncselekmény bizonyos különös részi törvényi tényállása alá eső cselekményt valósít meg, addig a bűnsegéd cselekménye  nem illeszthető ezen a törvényi tényállás keretei közé.
 A pszichikai bűnsegéd a bűncselekményben a tettes szándékának erősítésével működik közre  például a tettest tanácsokkal látja el. A pszichikai bűnsegéd és a felbujtó között az a különbség, hogy míg a felbujtó a rábírási cselekményével kiváltja a tettesben a bűncselekmény elkövetésére irányuló szándékot, addig a pszichikai bűnsegéd csupán erősíti  a tettesben már meglévő elkövetési szándékot.